# Clan Agnew
El Clan Agnew (gaèlic escocès: Clann Mac a' Ghnìomhaid) és un clan escocès de Galloway a les Terres Baixes escoceses.

## Història
L'origen del nom Agnew és discutit, tot i que és probable que fora normand, de la família Agneaux o Aygnell de la baronia d'Agneaux. Es deia que els Agnews es van establir primer a Anglaterra i després es van traslladar a Irlanda c. 1365 esdevenint els Lords de Larne abans de venir a Lochnaw a mitjans del segle XIV. El primer registre del nom normand a Escòcia és William des Aigneus, que és testimoni d'una carta signada a Liddesdale entre Randulf de Soules i Jedburgh Abbey c. 1200.
També s'ha suggerit un origen separat i menys probable a través dels nadius celtes de l'Ulster, els O'Gnimh, que eren els poetes hereditaris o bardes dels O'Neills de Clanaboy, i que van adquirir el nom anglicitzat d'Agnew. Aquest origen dóna suport a Sir George Mackenzie de Rosehaugh (1631/1691) advocat i escriptor heràldic que va escriure "Agnew - El cap és Agnew de Lochnaw, els predecessors del qual van venir d'Irlanda, que va ser fill de Lord Agnews, àlies Lord de Larne. Allí va tenir la custodia del castell del rei de Lochnaw, i va ser nomenat condestable hereditari". Hector McDonnell suggereix que els O'Gnimh i els Agnews descendeixen d'Alastair (m. 1299), segon fill de Domhnall (m. 1249), fill de Raghnall (m. 1207), fill de Somerled, Senyor de les Illes (m. 1164). Això donaria als Agnews un origen compartit amb el Clan Donald.

## Segles XV i XVI
Andrew Agnew de Lochnaw va rebre les terres i el càrrec de conestable del castell de Lochnaw per carta datada el 10 de novembre de 1426 de William Douglas de Leswalt. El 1451 va ser nomenat xèrif de Wigtown, un honor que encara tenen els seus descendents directes.
Patrick Agnew 4t de Lochnaw va morir poc després de la batalla de Flodden, possiblement per ferides. Andrew Agnew 5é de Lochnaw va ser assassinat a la batalla de Pinkie el 1547, lluitant contra els anglesos.

## Segle XVII
Sir Patrick Agnew va ser diputat de Wigtownshire de 1628 a 1633, i de nou de 1643 a 1647. El 28 de juliol de 1629 va ser nomenat baronet de Nova Escòcia. Agnew es va casar amb Lady Anne Stewart, filla del primer comte de Galloway. Quan va morir el 1661, el va succeir el seu fill gran, Andrew, que també seria diputat de Wigtownshire. Havia estat nomenat xèrif tant de Kirkcudbright com de Wigtown a la dècada de 1650, mentre que Escòcia formava part del protectorat amb Anglaterra.

## Segle XVIII
Sir Andrew Agnew de Lochnaw 5é Baronet es va casar amb una parenta, Elionor Agnew de Lochryan, amb qui va tenir vint-i-un fills. Va ser un soldat distingit al comandament del que més tard esdevingué els Royal Scots Fusiliers contra els francesos a la batalla de Dettingen el 1743. El rei Jordi II de Gran Bretanya, l'últim monarca britànic que va dirigir les tropes a la batalla, va comentar a Agnew que la cavalleria francesa havia estat deixada entre el seu regiment. Sir Andrew va respondre: "Sí, si us plau, Majestat, però no van tornar a guanyar". Es va convertir en tinent general i governador del castell de Tynemouth.
Durant l'aixecament jacobita de 1745, el clan Agnew va continuar donant suport al govern britànic. Sir Andrew va mantenir el castell de Blair, seu del duc d'Atholl, contra les forces jacobites. Les forces d'Agnew estaven a prop de la fam quan Charles Edward Stuart va cridar a les forces jacobites perquè es retiressin a Inverness per fer front a l'avanç del príncep Guillem August, duc de Cumberland.

## Segle XIX
Sir Andrew Agnew, 7é baronet (1793–1849) que es va casar amb Madeline, filla de Sir David Carnegie de Pitarrow Baronet (més tard comte de Southesk) va ser diputat de Wigtonshire 1830-37 i un fort promotor de les lleis d'observació del dissabte. Sir Andrew Agnew, 8é baronet es va casar amb Lady Louisa Noel, filla del primer comte de Gainsborough. Va servir al 93é regiment de Highlanders al Canadà i va ser diputat de Wigtonshire.

## Branques principals
Les branques principals del Clan Agnew inclouen:
- Els Agnews de Croach o Lochryan, descendents de Guillem 2n fill d'Andrew Agnew 2n de Lochnaw (ara els Wallaces de Lochryan)[17]
- Els Agnews de Sheuchan descendien de Patrick 3r fill de Sir Patrick Agnew de Lochnaw 1r Baronet, l'hereva del qual Margaret es va casar amb John Vaus de Barnbarroch que sota una implicació de 1757 va assumir el nom de Vans-Agnew (ara Vans de Barnbarroch)[18]
- L'Agnews de Kilwaughter, prop de Larne a Irlanda del Nord. Es desconeix la connexió precisa, però l'evidència apunta que els primers Agnews de Kilwaughter són parents dels Agnews de Lochnaw[19]
- Els Agnews de Dalreagle descendeixen d'Alexander Agnew, fill natural de Sir Andrew Agnew de Lochnaw 3r Baronet,[20] el besnét del qual era el Major General Patrick Alexander Agnew 4t de Dalreagle de l'Honorable Companyia Britànica de les Índies Orientals.[21]

## Tartà
El Registre escocès de tartans enumera un tartà per a Agnew, creat el 1976 i també registrat al Lord Lyon el 1978.

Escut d'armes

## Cap del clan
Cap del clan: Sir Crispin Agnew de Lochnaw, 11é baronet (baronets Agnew), conseller del rei i Rothesay Herald, l'hereu del qual és Mark Agnew de Lochnaw any. La genealogia de la família principal es pot trobar al Llibre Vermell d'Escòcia.

## Castells
- El castell de Lochnaw va ser la seu del cap del clan Agnew fins que es va vendre l'any 1948. Ara és propietat privada.[24]

- El castell de Galdenoch, construït entre 1547 i 1570[25] encara una ruïna i part de la granja Galdenoch, va ser la llar dels Agnews de Galdenoch que descendien de Gilbert, segon fill de Sir Andrew Agnew 5 de Lochnaw, que estava en possessió de Galdenoch el 1574.[26]

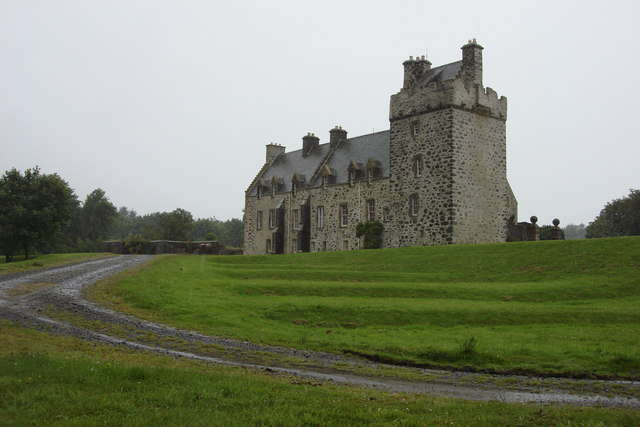
Castell de Lochnaw al 2007